# Hemşin (district)
Hemşin is een Turks district in de provincie Rize en telt 2.342 inwoners (2007). Het district heeft een oppervlakte van 176,2 km². Hoofdplaats is Hemşin.
De bevolkingsontwikkeling van het district is weergegeven in onderstaande tabel.
| 1997  | 2000  | 2007  |
| ----- | ----- | ----- |
| 3.925 | 4.435 | 2.342 |